# Rune Kjeldsen
Rune Kjeldsen (født i Lejre ved Roskilde) er en dansk rockguitarist, der er kendt som medlem af rockgruppen Kira & The Kindred Spirits og som The Savage Rose' nuværende guitarist. Han er anerkendt som én af Danmarks bedste guitarister og han har indspillet musik med en lang række kunstnere.

## Karriere
Kjeldsen startede med at spille guitar som 12-årig. Som 15-årig spillede han sit første betalte job. Han har gået på musikkonservatoriet i København.
Kjeldsen har spillet sammen med Nikolaj Nørlund i dennes projekt Rhonda Harris, D-A-D-trommeslageren Laust Sonne i soloprojektet Dear, men også med bl.a. Marie Fisker, Naja Rosa Koppel, Niels Skousen, The Savage Rose, Jens Unmack, Hush, Aura, Poul Krebs, Steen Jørgensen, Trentemøller og Sort Sol.
I 2014 udgav han sit soloalbum Cloud Talk.
Rune Kjeldsen spiller hovedsageligt på en hvid Fender Jazzmaster vintage, men også på Gibson es modeller og Fender Telecaster. Han bruger ældre Fender-forstærkere, og forskellige effektpedaler.

## Hæder
- 2007: Årets Musiker ved Årets Steppeulv[4]
- 2018: Ken Gudman Prisen[5]

## Diskografi
Solo
- Cloud Talk (2014)

Med The Rhonda Harris
- Rhonda Harris (1995)
- The Trouble With Rhonda Harris (2001)
- Under The Satellite (2003)
- Tell The World We Tried – The songs of Townes Van Zandt (2006)
- Here's The Rhonda Harris (2008)

Med Dear
- Nice Noisy Toys (To Scare The Ghosts Away) (album) (2001)
- Billy B (album) (2003)

Med Kira & The Kindred Spirits
- Happiness Saves Lives (2002)
- This Is Not An Exit (2005)
- Kira & The Kindred Spirits (2006)

Med The Savage Rose
- Universal Daughter (2007)
- Love and Freedom (2012)
- Roots of the Wasteland (2014)
- Homeless (2017)